# Relações entre Quirguistão e Tajiquistão
As relações entre Quirguistão e Tajiquistão foram tensas durante a Guerra Civil Tadjique. Os refugiados e combatentes anti-governo no Tajiquistão atravessaram várias vezes o Quirguistão, até mesmo tomando reféns. O Quirguistão tentou ajudar na negociação de um acordo entre as forças da oposição tajiques em outubro de 1992, mas sem sucesso. Askar Akayev se juntaria mais tarde aos presidentes Islam Karimov e Nursultan Nazarbayev para enviar uma força de intervenção conjunta para apoiar o presidente do Tajiquistão Emomalii Rahmon contra os insurgentes, mas o parlamento do Quirguistão atrasou a missão de seu pequeno contingente por vários meses até o final da primavera de 1993. Em meados de 1995, forças quirguízes tinham a responsabilidade de cerrar uma pequena porção da fronteira do Tajiquistão, perto de Panj, das forças rebeldes do Tajiquistão.
O maior risco para o Quirguistão a partir do Tajiquistão era a desestabilização geral que a prolongada guerra civil traria para a região. Em particular, a estrada Khorugh-Osh, a chamada "estrada acima das nuvens", tornou-se um importante canal de contrabando de todos os tipos, incluindo armas e drogas. Uma reunião dos chefes das agências de segurança do Tajiquistão, do Quirguistão, do Cazaquistão e do Uzbequistão, realizada em Osh na primavera de 1995, também concluiu que as condições étnicas, sociais e econômicas em Osh eram cada vez mais semelhantes às do Tajiquistão no final dos anos 1980, reconhecendo assim o contágio da instabilidade tajique.

## Conflitos com o Uzbequistão
Devido a existência de conflitos com o vizinho Uzbequistão, tanto o Quirguistão como o Tajiquistão aumentaram o apoio mútuo. Durante os conflitos étnicos no sul do Quirguistão em 2010 entre os uzbeques e quirguizes, o Tajiquistão exigiu que a minoria uzbeque "respeitasse as leis quirguízes".